# Amand z Maastricht
Amand z Maastricht (ok. 584–675) – święty katolicki, apostoł Flandrii.
Urodzony w rodzinie szlacheckiej w Poitou (dzis. Francja), Amand zdecydował się na życie zakonne. W wieku 20 lat, wbrew woli rodziny, wstąpił do zakonu na wyspie d'Yeu. Po roku odnalazł go tam ojciec i próbował przekonać do powrotu do domu, jednak bez skutku. Amand przeniósł się w pobliże Tours, gdzie otrzymał święcenia, a następnie udał się do Bourges, gdzie mieszkał w celi przez 15 lat, żywiąc się jedynie chlebem i wodą. Jego ojcem duchowym był biskup, późniejszy święty, Outrille. Odbył pielgrzymkę do Rzymu, po której wrócił do Francji i w 629 (lub 628) roku został biskupem misjonarzem. Głosił ewangelię w północnej Francji i Flandrii na prośbę Chlotara II. We Flandrii rozpoczął ewangelizację od Gandawy, gdzie nie został początkowo dobrze przyjęty, ale w końcu jego praca przyniosła plony. Na terenie całej Flandrii utworzył wiele klasztorów. Gdy w 630 roku skrytykował styl życia króla Dagoberta I, został wygnany z Francji. Jednak wkrótce król poprosił go o powrót i udzielenie chrztu jego synowi, Amand odmówił. Święty prowadził działalność misyjną także wśród ludów słowiańskich. W 646 roku został biskupem Maastricht, według innych źródeł biskupem w Tongres z siedzibą Maastricht, jednak po trzech latach zrzekł się urzędu i poświęcił pracy misyjnej, między innymi w kraju Basków. Według niektórych źródeł był także krótko biskupem Tongeren i Liège. Pomógł świętej Gertrudzie w założeniu słynnego klasztoru w Nivelles. Zmarł w wieku lat 90 w swoim klasztorze Elnon w pobliżu Tournai, gdzie przez ostatnie cztery lata życia był opatem.
Dzień świętego Amanda to 6 lutego, obchodzony głównie we Flandrii i Pikardii, chociaż niegdyś także na Śląsku.
Amand jest patronem piwowarów, karczmarzy, barmanów oraz producentów winogron i win, handlarzy i harcerzy.
W ikonografii jest przedstawiany w szatach biskupich. Jego atrybutem jest makieta kościoła lub klasztoru nawiązujące do licznych fundacji opactw i klasztorów jakich dokonał święty. 